# Theronia simillima
Theronia simillima là một loài tò vò trong họ Ichneumonidae.